# مدرعة تمساح (مصر)
التمساح هي عائلة من ناقلات الجند المدرعة المُطوّرة لدى مجمع الصناعات الهندسية التابع لإدارة المركبات بالقوات المسلحة المصرية وبتعاون من مصنع «200 الحربي (إنتاج وإصلاح المدرعات)» التابع للهيئة القومية للإنتاج الحربي، ومصنع «قادر للصناعات المتطورة» التابع للهيئة العربية للتصنيع، وذلك لأغراض نقل وخدمة أفراد المشاة بالمناطق والطرق الصعبة، مع مستوى مُتقدّم من الحماية ضد التهديدات المُختلفة[بحاجة لمصدر].

## الفئات

### تمساح 1
حاملة جند مدرعة ضد الألغام والكمائن MRAP. مصممة في المقام الأول لحماية القوافل، والدوريات الحدود، ومكافحة التمرد، ونقل القوات، والإجلاء الطبي والتحكم والسيطرة. تم الكشف عنها في 2016، تم تصميمها وتطويرها بواسطة مصنع قادر للصناعات المتطورة، وتم عرضها خلال فعاليات معرض EDEX 2018.
وهي النسخة المُطوّرة، الخفيفة من تمساح والتي ظهرت نُسختها الأولى لأول مرة في مايو 2015 خلال افتتاح رئيس الجمهورية لأعمال التطوير لورش إدارة المركبات بالقوات المسلحة[بحاجة لمصدر].

### تمساح 2
ناقلة جنود مدرعة مصرية وتقوم إدارة المركبات بتركيبها وتصنيعها. تستخدم في عمليات مكافحة الإرهاب؛ نظرًا لأنها تحقق مستوى حماية D6 وهو يوفر مستوى حماية عالٍ جدًا للفرد المقاتل وتسع من 4 إلى 6 أفراد ومجهزة بتدريع وتسليح طبقًا لأحدث نظم التسليح العالمية.

### تمساح 3
ناقلة أفراد مدرعة 4×4 تكتيكية مصريه خفيفة، مُصممة لمهام الدورية والمراقبة والعمليات الخاصة، وهي مبنية على شاسيه مركبات «هامفي Humvee» من شركة " AM General " الأمريكية.

### تمساح 4
الطراز الأحدث على الإطلاق ” تمساح 4 ” والذي ظهر لأول مرة خلال المعرض ولا توجد أية تفاصيل متاحة بشأنها، ولكن من المُحتمل أنها نسخة مُعززة مبنية على تصميم ” تمساح 3 ” لمهام القوات الخاصة، ومن المؤكد أنها ستظهر خلال فعاليات معرض EDEX 2020 في ديسمبر 2020.

### تمساح Bus
ناقلة جند مدرعة يمكنها حمل 24 جنديا، إضافة إلى طاقمها المكون من فردين، أي بإجمالي 26 فردا، وهو ما يعني أنه يمكنها نقل عدد يساوي ضعف قدرة المدرعات التقليدية.

## المستخدمون
- مصر